# Jan Gacka
Jan Gacka (ur. 14 sierpnia 1930 w Rydułtowach, zm. 15 maja 2019) – prezbiter, kanonik, działacz społeczny.
Studia teologiczne w latach 1950–1955 odbył w Krakowie. 5 czerwca 1955 w Krypcie Katedry Katowickiej z rąk ordynariusza częstochowskiego ks. bpa Zdzisława Golińskiego przyjął święcenia kapłańskie. Jako wikariusz pracował w parafiach: św. Mikołaja w Bielsku-Białej, Matki Boskiej Nieustającej Pomocy w Chorzowie-Maciejkowicach, Matki Boskiej Szkaplerznej w Wodzisławiu Śląskim i św. Piotra i Pawła w Brzozowicach-Kamieniu. W latach 1967–1969 rozpoczął renowację zabytkowego kościoła św. Wawrzyńca w Orzeszu i duszpasterzował tam jako rektor.
W 1969 został proboszczem w parafii Matki Bożej Różańcowej w Świętochłowicach-Chropaczowie. Pełnił urząd dziekana świętochłowickiego przez trzy kadencje (1978-1996). W czasie swego proboszczowania w chropaczowskiej parafii odbudował po pożarze kościół zastępczy pw. Dobrego Pasterza oraz przywrócił w 1986 roku do użytku wiernych zniszczony szkodami górniczymi, zamknięty od 1964 kościół parafialny.
W 1995 ks. arcybiskup dr Damian Zimoń nadał mu tytuł Kanonika Honorowego. W czerwcu 2000 roku otrzymał jedną z dwóch pierwszych świętochłowickich Nagród „Sokoli Laur im. Augustyna Świdra”. Zmarł 15 maja 2019 r., został pochowany na cmentarzu w Chropaczowie.